# Bolívia az olimpiai játékokon
Bolívia első alkalommal 1936-ban vett részt az olimpiai játékokon, 1964-től minden nyári sportünnepen képviseltette magát, kivéve 1980-ban, mikor csatlakozott az Amerikai Egyesült Államok vezette bojkotthoz. 1956-tól 1992-ig Bolívia számos alkalommal megjelent a téli olimpiai játékokon is.
Egyetlen bolíviai sportoló sem nyert még olimpiai érmet.
A Bolíviai Olimpiai Bizottságot 1932-ben alapították, és a NOB 1936-ban vette fel tagjai közé.